# Trần Tĩnh (diễn viên)
Trần Tĩnh (sinh ngày 22 tháng 3 năm 1989) là diễn viên Trung Quốc và người mẫu trực thuộc One Cool Jasco Entertaiment  có trụ sở tại Hồng Kông .

## Sự nghiệp
Năm 2007 với ca sĩ Hồng Kông Trần Bách Vũ đóng quảng cáo trà xanh Tao-Ti (道地 百 果园 饮品). 2010 cùng với Liz và Ayu ra mắt album ảnh First Impression .
Tiếp nối sự nổi tiếng ngày càng tăng của mình, Dada cũng bắt đầu sự nghiệp diễn xuất của cô. Tháng 4 năm 2011 hợp tác với bạn trai cũ Vương Tông Nghiêu đóng vai chính trong bộ phim Lan Quế Phường , trong phim đóng vai một cặp tình nhân. Tham gia trong bộ phim hài người lớn tại Đại Lục Trạch nam tổng động viên.
2012 hợp tác với Đỗ Văn Trạch và Trịnh Trung Cơ trong bộ phim do Bành Hạo Tường làm đạo diễn tên Hài kịch Dung Tục và cô đã đoạt giải Nữ diễn viên phụ xuất sắc nhất tại  giải thưởng Điện ảnh Hồng Kông lần thứ 32 , bộ phim đoạt doanh thu phòng vé 30 triệu , cô cũng được đề cử cho Nữ diễn viên phụ xuất sắc nhất tại liên hoan phim Kim Mã lần thứ 49 . Tháng 7, tham gia trong bộ phim ngắn 宅幸福 trong phim cô đóng vai nữ chính .
8 tháng 8 năm 2013, chia sẻ trên Weibo rằng "cuộc sống thật mệt mỏi và lời nói của mọi người thật đáng sợ" và quyết định rời khỏi ngành giải trí vì lý do gia đình, tình cảm, sức khỏe và các mối quan hệ. 31 tháng 10 năm 2013, Trần Tĩnh đã xin lỗi giới truyền thông tại một cuộc họp báo và tuyên bố cô sẽ quay trở lại ngành giải trí và ký hợp đồng với công ty quản lý một lần nữa.
Năm 2017, cô đã nghỉ một năm do mất cân bằng dịch tai .
Bộ phim The Secret Diary of a Mom to Be có sự tham gia của cô vào năm 2019 đã lọt vào danh sách rút gọn cho hạng mục Asian Future Unit của Liên hoan phim quốc tế Tokyo.

## Phim

### Truyền hình
| Năm  | Tên                    | Tên gốc          | Vai               | Nền tảng |
| 2021 | Chân tướng             | 真相             | Tiêu Manh Manh    | Youku    |
| 2023 | Legal Affair           | 法与情           | Đàm Lệ San (Lisa) | ViuTV    |
| 2024 | The Heir to the Throne | 家族荣耀之继承者 | Chu Lệ Kỳ (Niki)  | TVB      |
| 2024 |                        |                  |                   |          |

### Điện ảnh
| Năm  | Tên                                 | Đạo diễn                                    | Vai                                  | Ghi Chú        |
| 2008 | Besieged City                       | Lưu Quốc Xương                              | Ceci                                 |                |
| 2010 | Hí kịch nhân gian                   | Hing-Ka Chan Janet Chun                     | Nữ diễn viên                         |                |
| 2011 | Trạch nam tổng động viên            | Dương Tử                                    | Tĩnh Tĩnh                            |                |
| 2011 | Tình dục công sở                    | Chiêm Thụy Văn Lý Công Nhạc                 | Trí Hiền (Virgina)                   | Diễn viên phụ  |
| 2011 | Lan quế phường                      | Tiền Quốc Vỹ                                | Cat                                  | Nữ chính       |
| 2012 | Hài kịch dung tục                   | Bành Hạo Tường                              | Tứ Gia Hân (Popping Candy)           | Diễn viên phụ  |
| 2012 | Bố già                              | Hà Tự Cường                                 |                                      | Phim ngắn      |
| 2013 | Mommy                               | Hà Tự Cường                                 |                                      |                |
| 2013 | Truyện Ma 1                         | Trần Quả                                    | Ma nữ                                |                |
| 2013 | Đội đặc nhiệm SDU                   | Mạch Vịnh Lân                               | Trần Tiểu Tĩnh (Vợ cũ của Siu Keung) | Khách mời      |
| 2013 | Hương vị trái cấm                   | Hoàng Trí Hanh Trang Thiếu Vinh La Diệu Huy | Moon                                 | Nữ chính       |
| 2014 | Hương Cảng Tử                       | Bành Hạo Tường                              | Tiểu Ba                              | Khách mời      |
| 2014 | Đội chống tham nhũng                | Lâm Đức Lộc                                 | Lương An Oánh (Angel)                | Nữ chính       |
| 2014 | Mỹ nhân nóng bỏng                   | Trương Mẫn                                  | Shelly / Shelia                      | Nữ chính       |
| 2015 | Thần thám giá đáo                   | Hoàng Bách Minh Khâu Lễ Đào                 | Sexy                                 |                |
| 2015 | Cát tinh cao chiếu                  | Tình Lãng                                   | Bạch Bích Bích                       |                |
| 2015 | 12 con vịt vàng                     | Trâu Khải Quang                             | Kitty                                |                |
| 2015 | Ma tạp hành động                    | Khương Quốc Dân                             | Mạnh Tiểu Linh                       | Nữ chính thứ 2 |
| 2015 | Nghề làm đêm                        | Luk Yee-sum                                 | Uyên Tỉnh                            |                |
| 2016 | Đội chống tham nhũng 2              | Lâm Đức Lộc                                 | Lưu Ái Bích                          | Khách mời      |
| 2016 | The Moment                          | Hoàng Quốc Huy                              | Vương Dĩnh                           | Nữ chính       |
| 2017 | Xuân Kiều cứu Chí Minh              | Bành Hạo Tường                              | Khả Nhi                              | Khách mời      |
| 2017 | The Empty Hands                     | Đỗ Vấn Trạch                                | Peggy                                |                |
| 2018 | Lucid Dreams                        | Teddy Robin                                 | Đa Đa                                |                |
| 2019 | Missbehavior                        | Bành Hạo Tường                              | Liên Xảo Văn                         |                |
| 2019 | The Secret Diary of a Mom to Be     | Luk Yee-sum                                 | Vưu Gia Mẫn                          | Nữ chính       |
| 2019 | Đội chống tham nhũng 4              | Lâm Đức Lộc                                 | Mã Đông Na (Donut)                   | Khách mới      |
| 2020 | All's Well, End's Well 2020         | Huỳnh Bách Minh                             | Lôi Mộng Lộ                          | Nữ chính thứ 2 |
| 2021 | Đội chống tham nhũng 5: Chương cuối | Lâm Đức Lộc                                 | Mã Đông Na (Donut)                   |                |
| 2022 | A Murder Erased                     | La Thủ Diệu                                 | Phượng Bình                          | Nữ chính       |
| 2022 | Burning                             | Wai-Hang Lau                                | Phương Du (Dada)                     | Nữ chính       |
| 2022 | Love Forever                        | Vincent Ho                                  | An Dịch Phi                          | Nữ chính       |
| 2025 | Remember What I Forgot              | Keian Chui                                  | A Mị                                 |                |
| 2025 | Queen of Mahjong                    | Diệp Niệm Sâm Vương Tinh                    | Long Tiểu Nam                        |                |
| 2025 | Ha Ha Ha Happy New Year!!           | Pei Chiek Goh                               | Lăng Mạn Ninh (Isabella)             |                |